# Tqibuli
Tqibuli (georgiska: ტყიბული), är en stad i Imeretien, väst-centrala Georgien. Staden är belägen i de nordligaste delarna av regionen Imeretien, mellan Rach'a distriktet vid Nakeralabergets fot och Georgiens näst största stad Kutaisi. Staden har en betydande del av Georgiens kolbrytning. Staden ligger mellan två konstgjorda reservoarer i den bergiga regionen som Imeretien är. Stadsnamnet Tqibuli nämndes först så tidigt som på 1200-talet i ett antal historiska dokument. Själva staden är dock uppbyggd långt senare, under tidigt 1800-tal. 1939 fick staden sin stadsstatus.